# Diamond Princess (nave da crociera)
La Diamond Princess è una nave da crociera di proprietà della Princess Cruises.

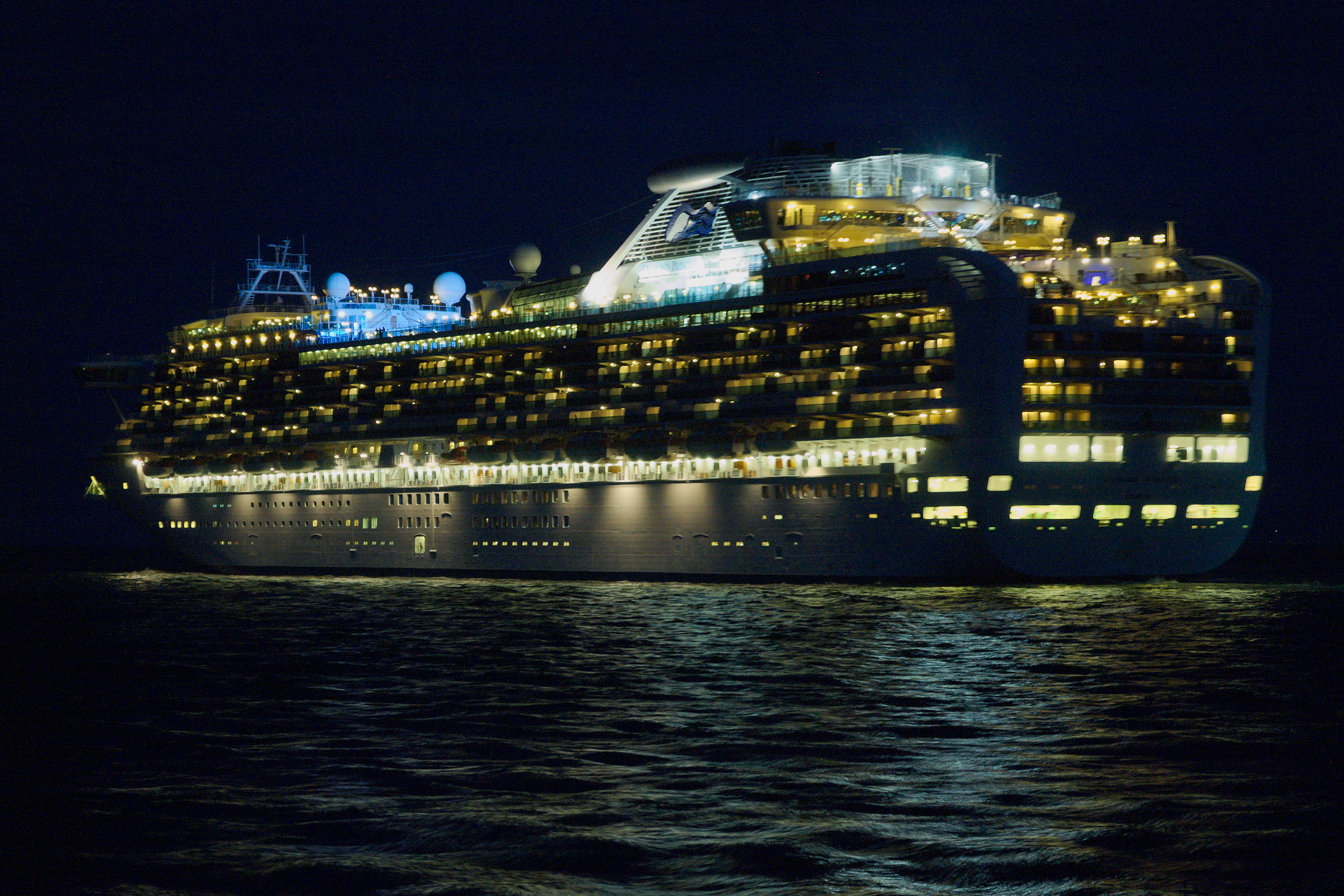
Vista della poppa della nave di notte

## Costruzione e varo
Ha iniziato a operare nel marzo 2004 principalmente per crociere in Asia durante l'estate e in Australia durante la stagione invernale. La Diamond Princess e la sua nave gemella, Sapphire Princess, sono state entrambe costruite a Nagasaki in Giappone dalla Mitsubishi Heavy Industries.

## Pandemia da COVID-19

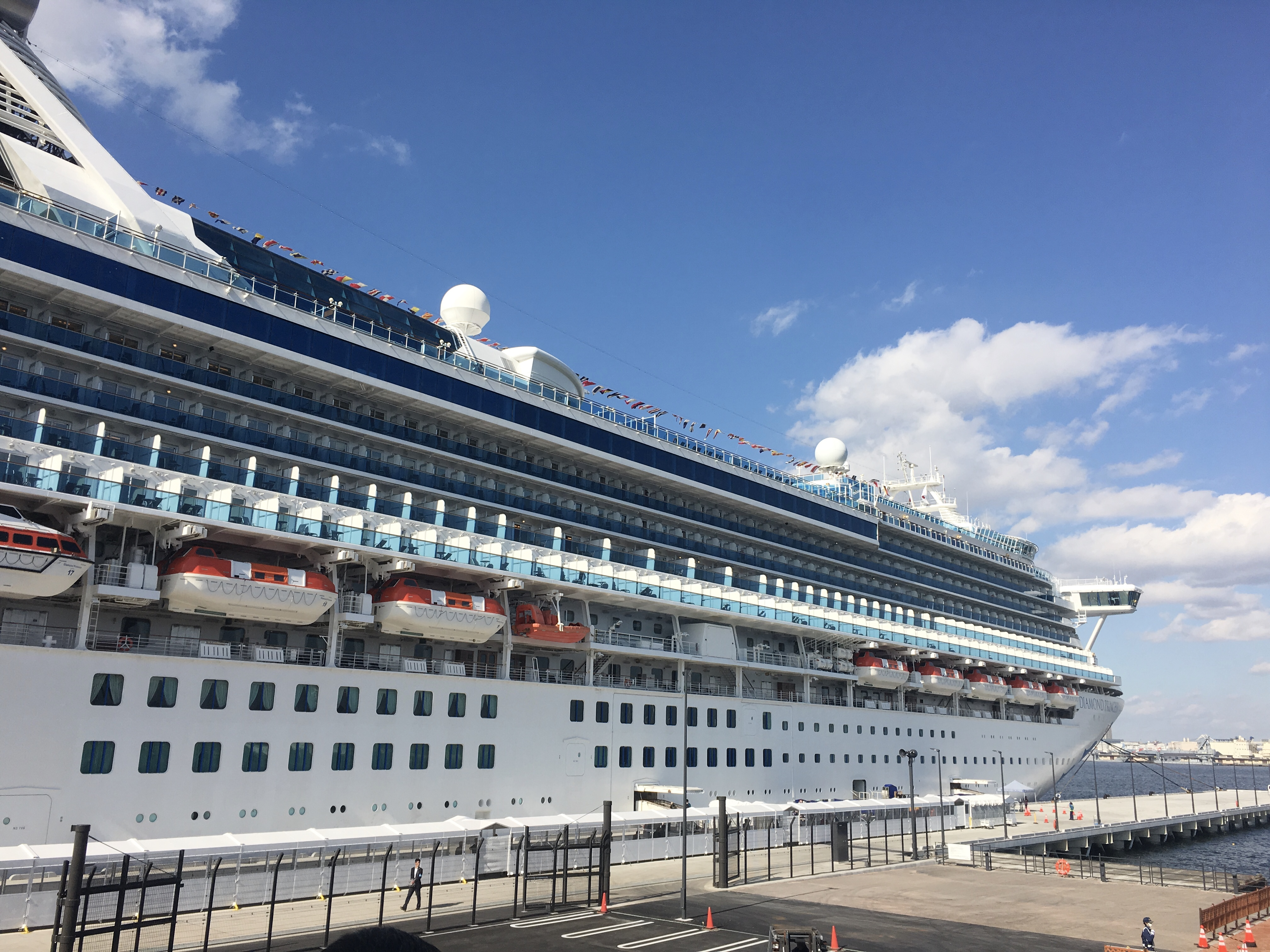
La Diamond Princess nel porto di Yokohama nel novembre 2019; nel febbraio 2020, la nave sarebbe rimasta bloccata in porto in stato di quarantena, a causa della pandemia di COVID-19

Il 3 febbraio 2020, mentre la nave era in acque territoriali giapponesi durante una crociera nell'Asia meridionale, comandata dall'italiano Gennaro Arma, il Ministero della Salute giapponese ha ordinato, nel quadro delle misure di contenimento della pandemia di COVID-19, lo stato di quarantena per le 3 711 persone a bordo della nave, in quanto era stata rilevata la positività al virus di un uomo di ottant'anni che era sbarcato dalla nave il giorno prima a Hong Kong. La nave è stata ormeggiata per la quarantena nel porto di Yokohama.
I successivi controlli effettuati hanno identificato, al 26 febbraio 2020, un totale di 705 persone contagiate. Queste includevano almeno 138 indiani, di cui 132 membri dell'equipaggio e 6 passeggeri, nonché 35 filippini, 32 canadesi, 24 australiani, 13 americani, 4 indonesiani, 4 malesi, e 2 britannici. Molti paesi, tra cui Canada, Australia, Stati Uniti, Filippine, Indonesia, Hong Kong e il Regno Unito, si sono organizzati per evacuare i loro cittadini dalla nave e metterli in quarantena nei loro stessi paesi. 
Al 29 febbraio c'erano stati 705 casi di contagio, 10 guarigioni e 6 decessi.
A partire dal 27 febbraio viene iniziata l'evacuazione dell'intero equipaggio e dei viaggiatori, che termina il 1º marzo successivo con lo sbarco del comandante Arma. Un cittadino australiano evacuato dalla nave è deceduto il 1º marzo, portando a 7 il totale dei passeggeri della nave morti per la pandemia.
Il 17 maggio, a seguito di una lunga sanificazione e ristrutturazione, la nave torna in mare dopo 4 mesi, salpando dal porto di Yokohama verso la Malaysia per consentire il rientro in patria dell'equipaggio. I fatti relativi all'evento in parola, per quanto notevoli e per quanto indicati come lodevoli dagli organi di stampa e di informazione, rientrano in una normale logica gestionale che ogni comandante di nave ha l'obbligo normativo di disimpegnare. Inoltre, è da tener presente che le attività descritte sono state espletate in ottemperanza ad ingiunzioni e direttive emanate dall'autorità sanitaria marittima giapponese con nave ormeggiata in banchina ed in un porto sicuro. Ogni comandante di nave, nel rispetto degli obblighi che la legge gli impone, nel regolare espletamento del proprio complesso incarico, avrebbe dovuto gestire gli eventi, sempre ed in ogni caso, dando completa ottemperanza alle ingiunzioni emesse dall'autorità sanitaria giapponese, senza nulla poter ovviare.

## Navi gemelle
- Sapphire Princess